# Mohammed Yusuf
Mohammed Yusuf (29. ledna 1970 Yobe – 30. července 2009 Maiduguri), známý také jako Ustaz Mohammed Yusuf, byl nigerijský terorista a zakladatel teroristické islamistické skupiny Boko Haram. Byl jejím vůdcem až do roku 2009, kdy byl zabit při povstání.
Narodil se ve vesnici Girgir. Později studoval více o islámu a stal se salafistou.

## Osobní život
Měl čtyři manželky a 12 dětí, jedním z nich byl Abu Musab al-Barnawi, který se od roku 2016 prohlašoval za právoplatného vůdce Boko Haram a oponoval Abubakaru Shekauovi.
Podle zpráv žil opulentním životním stylem, který zahrnoval vlastnictví a řízení vozu Mercedes-Benz.

## Smrt
Po povstání Boko Haram v červenci 2009 ho nigerijská armáda zajala v domě jeho tchána. Armáda ho převezla do vazby nigerijské policie. Policie ho popravila před zraky veřejnosti před policejním velitelstvím v Maiduguri. Policejní představitelé původně tvrdili, že byl zastřelen při pokusu o útěk, nebo že zemřel na následky zranění, která utrpěl při přestřelce s armádou.